# ガス冷却重水炉
ガス冷却重水炉(ガスれいきゃくじゅうすいろ、HWGCR:Heavy Water Gas Cooled Reactor、GCHWR:Gas Cooled Heavy Water Reactor)は、原子炉の形式の一つ。
冷却材として炭酸ガスを、減速材として重水を使用し、核分裂反応により生じた熱エネルギーを高温のガスとして取り出す。
減速材に重水を用いることで燃料の燃焼効率および燃料転換率の向上を図り、冷却材にガスを用いることで高価な重水の漏洩や濃度低下を防止できるという考えのもと開発された。これまで4基が建設されたが、中性子吸収が少なく高温にも耐え、炭酸ガスと反応しない燃料被覆管材料として期待されたベリリウム合金の開発が進まず、全て運転を終了している。保有国は、フランス、ドイツ、スイス、スロバキア。

## HWGCRの構成と仕様
| 燃料           | 低濃縮ウラン燃料、天然ウラン(ウラン) |
| 冷却材         | 炭酸ガス                             |
| 減速材         | 重水                                 |
| 冷却材出口温度 | 378℃～550℃                           |
| 冷却材圧力     | 60kg/cm2                             |

## 参考資料
1. ↑  ガス冷却重水炉（HWGCR） (02-01-01-08) 高度情報科学技術研究機構